# میلنور (داکوتای شمالی)
میلنور(به انگلیسی: Milnor) شهری در ایالت داکوتای شمالی کشور ایالات متحده آمریکا است که جمعیت آن در سرشماری سال ۲۰۱۰ میلادی، ۶۵۳ نفر بوده‌است.